# Saint-Martin-le-Beau
 Saint-Martin-le-Beau  es una población y comuna francesa, situada en la región de  Centro, departamento de Indre y Loira, en el distrito de Tours y cantón de Bléré.

## Demografía
| 1106 | 1220 | 1403 | 2051 | 2427 | 2481 |
| Para los censos de 1962 a 1999 la población legal corresponde a la población sin duplicidades (Fuente: INSEE [Consultar]) |      |      |      |      |      |